# Herma Löhr
Herma Löhr  war eine österreichische Tischtennisspielerin mit aktiver Zeit um 1930.
Wenig ist über Herma Löhr bekannt. Bei den Internationalen Meisterschaften von Österreich 1929 siegte sie im Einzel und im Doppel mit Irmgard Ahamer. 1930 holte sie bei den nationalen österreichischen Meisterschaften den Titel im Einzel und im Doppel wieder mit Irmgard Ahamer.